# Rudolph Stradal
Rudolph Stradal, normalisiert Rudolf Stradal (* 26. Mai 1827 in Leitmeritz; † 6. Juni 1872 in Wien), war ein österreichischer Ingenieur, der sich durch die Erfindung einer nach ihm benannten Kupplung zwischen Lokomotive und Tender Verdienste um den Wagenpark der Eisenbahn erwarb.

## Leben und Wirken
Stradal stammte aus einer in Leitmeritz seit dem Mittelalter ansässigen deutsch-böhmischen Patrizierfamilie und war der Sohn des promovierten Juristen Franz Stradal. Der spätere Kommunalpolitiker Johann Heinrich Stradal war sein älterer Bruder. Nach dem Schulbesuch in Leitmeritz ging er auf das Polytechnikum nach Prag und im Anschluss an das Polytechnikum nach Wien, wo er bis 1849 studierte. Danach ging er zum praktischen Teil seiner Ausbildung über, den er in namhaften Maschinenfabriken in Chemnitz, Mülhausen, Paris und Manchester absolvierte.
1856 wurde Stradal in Frankreich Sous-Chef und kurze Zeit später  Chef des Konstruktionsbüros der Paris-Oleans-Bahn der Compagnie du chemin de fer de Paris à Orléans. 1859 folgte er dem Ruf nach Wien, wo er Oberingenieur und Chef des Konstruktionsbüros der Südbahn-Gesellschaft wurde. In dieser Zeit erhielt er am 10. Mai 1862 für sechs Jahre das ausschließende Privileg für eine nach ihm benannte Kupplung der Eisenbahnwagen, die damals einen hervorragenden Einfluss auf die Entwicklung des Wagenparks verschiedener Eisenbahngesellschaften des In- und Auslandes nahm.
Außerdem war er gemeinsam mit seinem Bruder Franz Joseph Stradal Verwaltungsrat der Dux-Bodenbacher Bahn.
Stradal starb bereits kurz nach seinem 44. Geburtstag nach kurzem Leiden.